# Emanuel Vencl
Emanuel Vencl (28. dubna 1874 Velký Radošín – 20. března 1939 Moravská Ostrava) byl československý politik, poslanec Národního shromáždění republiky Československé za Republikánskou stranu zemědělského a malorolnického lidu (agrárníky).

## Biografie

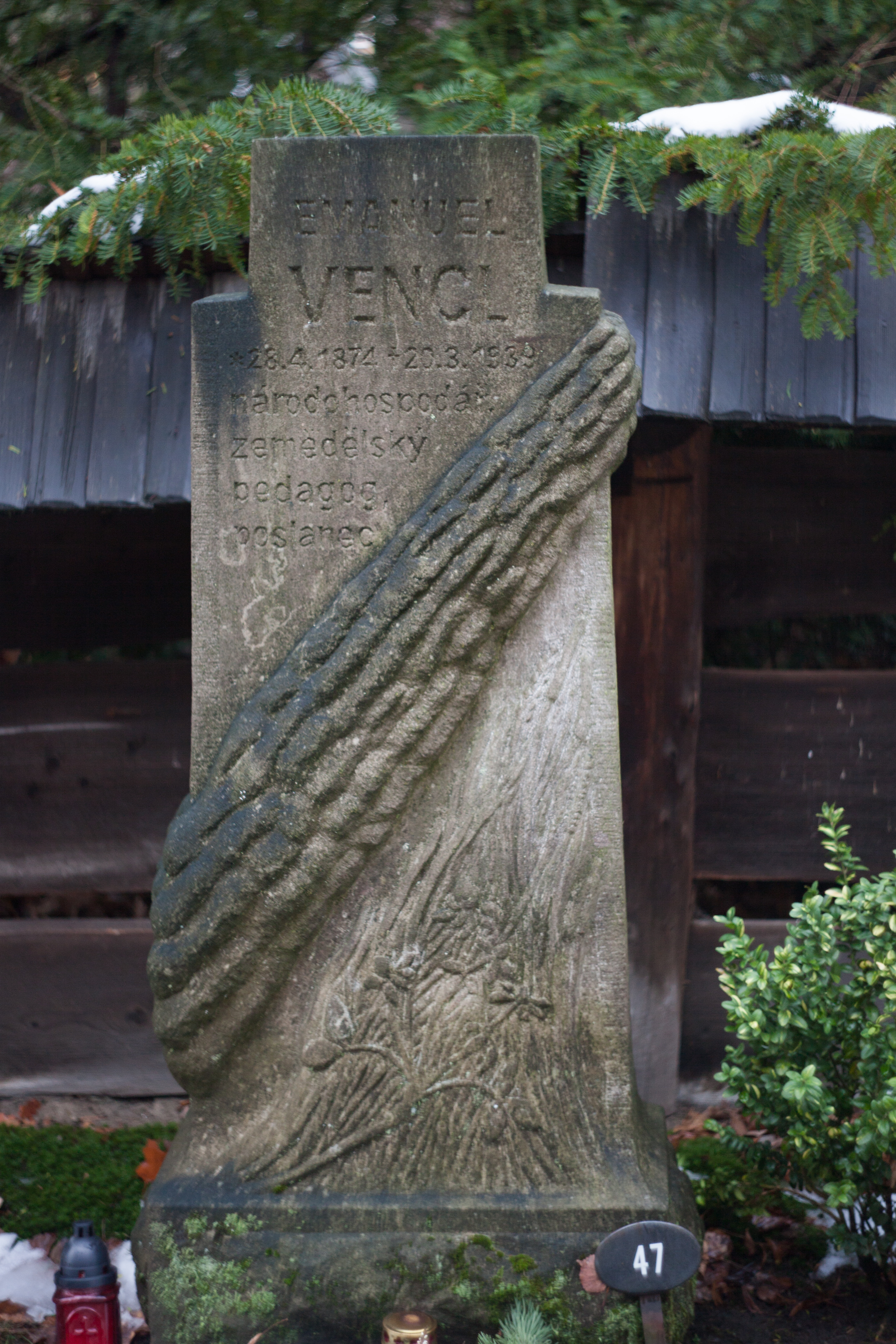
Hrob Emanuela Vencla na Valašském Slavíně

Emanuel Vencl se narodil ve Velkém Radošíně na Podřipsku jako třetí ze čtyř dětí v rodině krejčího, zemědělce a velkého vlastence Josefa Vencla. Po ukončení obecné školy se chtěl stát učitelem. Jeho otec jej však poslal studovat hospodářskou školu v Roudnici nad Labem, protože plánoval, že Emanuel se poté ujme správy rodného hospodářství.
Od 1. dubna 1894 byl však Emanuel přijat jako hospodářský adjunkt na velkostatek hraběte Günthera Stolberga v Paskově na Frýdeckomístecku. Stal se zde členem Sokola, podporoval místní školství. Seznámil se zde se svou ženou Jenovefou Raškovou. V říjnu 1897 odjeli do Rožnova pod Radhoštěm, kde měli 8. ledna 1900 svatbu.
V parlamentních volbách v roce 1925 získal poslanecké křeslo za agrárníky v Národním shromáždění. Mandát obhájil v parlamentních volbách v roce 1929 a parlamentních volbách v roce 1935. Poslanecký post si oficiálně podržel do zrušení parlamentu v roce 1939. Krátce předtím ještě v prosinci 1938 přestoupil do nově vzniklé Strany národní jednoty.
Profesí byl dle údajů z roku 1935 ředitelem hospodářské školy v Rožnově pod Radhoštěm. Na tento post nastoupil již roku 1897 a vytrval nepřetržitě do roku 1935. Angažoval se v rozvoji místního školství a muzejnictví, byl předsedou místního Sokola.
Podle dobového tisku zemřel v noci z 19. na 20. března 1939 v Moravské Ostravě. Pohřben byl v Rožnově pod Radhoštěm. V některých současných zdrojích uváděn jako místo úmrtí Rožnov pod Radhoštěm.